# Doença de refluxo gastroesofágico
A doença de refluxo gastroesofágico (DRGE), também conhecida como refluxo, é uma condição crónica. Acontece quando o conteúdo do estômago regressa ao esófago, causando sintomas ou complicações. Os sintomas mais comuns são a azia, mau hálito, dor torácica, vómitos, dificuldade em respirar e o desgaste dos dentes . As possíveis complicações incluem a esofagite, estenose do esófago e o esófago de Barrett. Não existe por enquanto uma cura conhecida.
Os fatores de risco incluem obesidade, gravidez, fumar, hérnia do hiato e alguns medicamentos. Os medicamentos envolvidos mais comuns são anti-histamínicos, bloqueadores dos canais de cálcio, antidepressivos e indutores do sono. A doença é causada por uma disfunção do esfíncter esofágico inferior, a união entre o estômago e o esófago, que não encerra por completo. Em pessoas que não melhoram com medidas de tratamento simples, podem ser necessários métodos complementares de diagnóstico, como endoscopia digestiva alta, radiografias com contraste, phmetria esofágica ou manometria esofágica.
O tratamento consiste em modificações no estilo de vida, medicação e, nos casos mais graves, cirurgia. As modificações no estilo de vida incluem não se deitar nas três horas seguintes a comer uma refeição, perder peso, evitar alguns alimentos e parar de fumar. Os medicamentos usados são antiácidos, bloqueadores do recetor H2, inibidores da bomba de protões e procinéticos. Em pessoas que não melhoram com outras medidas, pode ser considerada cirurgia.
Nos países ocidentais, a condição afeta entre 10 e 20% da população. O refluxo gastroesofágico ocasional, sem sintomas ou complicações significatvas associadas, é mais comum. A doença foi descrita pela primeira vez em 1935 pelo gastroenterologista norte-americano Asher Winkelstein.  Os sintomas clássicos já tinham sido descritos em 1925.

## Classificação
Existem três tipos de doenças de refluxo, classificadas de acordo com o local aonde chega o refluxo:
- refluxo gastresofágico (RGE): "afecção crônica, decorrente do fluxo retrógrado de parte do conteúdo gastroduodenal para o esôfago e/ou órgãos adjacentes"[7][8]
- refluxo faringolaríngeo (RFL): forma atípica de RGE, com sintomatologia exclusivamente extraesofágica, faringolaríngea e/ou traqueobrônquica[7]
- refluxo enterogástrico

## Sinais e sintomas
O sintoma mais comum é a azia (sensação de queimor retroesternal e epigástrica, que pode subir até à garganta) e sensação de regurgitação. Entretanto, a ocorrência eventual de pirose não significa caso da doença, embora sua ocorrência em períodos relativamente curtos seja indicativo de seu desenvolvimento.
Pode ocorrer também dor no precórdio, em queimação, simulando uma dor cardíaca, problemas respiratórios (asma, broncopneumonia) ou do orofaringe (tosse, pigarro ou rouquidão). Os sintomas de pirose e dor podem ser aliviados com a ingestão de antiácidos no entanto um modo rápido de identificar a origem da dor no peito (se cardíaca ou gastrointestinal) é ingerindo alguns goles de leite sem açúcar.
A presença de bile refluída do duodeno parece ter muita importância em um tipo mais grave de DRGE, chamado de Esôfago de Barrett. Este tipo está intimamente ligado ao câncer do esôfago.
Dificuldade para engolir e dor torácica crônica, e ainda pode incluir tosse, rouquidão, alteração na voz, dor crônica no ouvido, dores agudas (pontadas) no tórax, náusea ou sinusite.
Sintomas e sinais de refluxo, por tipo de refluxo
|          | Refluxo gastroesofágico (RGE)                                                              | Refluxo faringolaríngeo |
| -------- | ------------------------------------------------------------------------------------------ | --- |
| Sintomas | azia/queimação, dor retroesternal e regurgitação disfagia faringoesofágica (51% dos casos) | globo faríngeo (sensação de "bola na garganta", um corpo estranho na faringe) queimação retroesternal, pigarro crônico, rinorreia posterior, halitose, rouquidão, fadiga vocal, quebras vocais, disfagia (dificuldade de engolir) regurgitação, tosse crônica, chiado no peito, obstrução respiratória laringoespasmo paroxístico |
| Sinais   | lesão da mucosa do esôfago ou do trato aerodigestivo                                       | edema laríngeo difuso, hiperemia, hipertrofia interaritenoídea, úlcera de contato, granuloma ou granulação, espessamento da região posterior da glote |

## Causas
O principal fenômeno motor associado à DRGE (principal causa da ocorrência do refluxo) é o relaxamento transitório do esfíncter.
Os fatores predisponentes mais comuns da DRGE são a presença de hérnia do hiato esofágico, obesidade e tabagismo, entre outros.
A DRGE pode ser um sintoma da síndrome de ativação de mastócitos.

## Diagnóstico
A maior parte dos indivíduos com sintomas típicos de pirose, epigastralgia e regurgitação não apresentam lesões esofágicas e podem ser diagnosticados com teste terapêutico.
Segundo Drauzio Varella, quando os sintomas são típicos, o paciente geralmente responde bem ao tratamento à base de inibidores da bomba de prótons ou receptores H2, e não há necessidade de endoscopia, exame que fica reservado aos casos que apresentam outros complicadores, como estreitamento esofágico.
Nos casos com sintomas típicos em que a endoscopia é normal, a pH-metria esofágica costuma fazer o diagnóstico. O esfíncter esofágico inferior (EEI) é localizado por manometria e então um cateter com sensor de pH é inserido por via nasal até o esôfago, registrando o pH esofágico durante um período de 24 horas.
Nos casos com sintomas de refluxo, mas com pouca resposta aos tratamentos convencionais, aplica-se hoje a impedanciopHmetria, que mostra a presença de refluxo não ácido, sendo que, possivelmente, estes pacientes se beneficiariam muito com a cirurgia.
É importante ressaltar que, mesmo a pHmetria esofágica não é um exame definitivo, pois muitos pacientes com lesões erosivas no esôfago distal, assim como outros portadores de hérnia hiatal sem lesões erosivas, apresentam uma pHmetria esofágica normal, mesmo sendo muito sintomáticos.

## Fisiopatologia
Sua causa mais comum é a incapacidade que tem o esfíncter (válvula cárdia), inferior do esôfago, de reter o conteúdo do estômago, provocando a regurgitação.
Hérnia de hiato esofagiano, mesmo assintomática, é outro fator que pode causar o refluxo não confundir com a doença, nesse caso o  alimento é regurgitado antes de passar pelo esófago. Acidez elevada, bem como excessiva produção de ácido gástrico pode contribuir para a ocorrência da doença; também a síndrome de Zollinger-Ellison, hipercalcemia, esclerose sistêmica e pedras na vesícula.
Acrescenta-se que a ingestão de alimentos condimentados, gordurosos, uso do fumo e álcool, mau hábito de alimentação (dormir logo após a refeição, excesso de comida) são fatores que ocasionam e pioram os efeitos do refluxo.

## Tratamento
A DRGE é uma doença crônica que exige uso contínuo de medicamentos e controles comportamentais. Os tratamentos cirúrgicos são uma opção.
Os casos leves são tratados com medicamentos antiácidos, como preparações à base de hidróxido de magnésio e alumínio, e medicamentos inibidores de receptores H2 histaminérgicos, como a ranitidina e cimetidina. Além disso, há os pró-cineticos, que melhoram o esvaziamento gástrico (como a domperidona, metoclopramida e bromoprida). Os mais efetivos são os inibidores da bomba de prótons (omeprazol, pantoprazol, rabeprazol dentre outros) ingeridos 1 ou 2 vezes ao dia. São também indicadas medidas como não deitar após as alimentações e dormir com a cabeceira da cama mais elevada.
Para os casos mais graves e aqueles que não respondem ao tratamento clínico, pode estar indicado o tratamento cirúrgico, que consiste na correção da hérnia de hiato ou da incontinência do esfíncter inferior do esôfago através da confecção de uma válvula anti-refluxo (fundoplicatura) com o fundo gástrico que envolve total ou parcialmente o esôfago. As vias de abordagens são a laparotomia (método tradicional, com um corte vertical de cerca de 10-15 cm acima da cicatriz umbilical); e a laparoscopia (método mais recente em que são realizadas 4 ou 5 pequenas incisões, de cerca de 1 cm cada, e por onde são inseridos o instrumental cirúrgico e uma pequena câmera de vídeo).
Recentemente foi aprovada técnica endoscópica, trans-oral, para a correção do refluxo. A técnica envolve o uso do aparelho EsophyX e vem sendo empregada com sucesso em pacientes com hérnia de hiato pequena, ou sem hérnia de hiato. Estudos a longo prazo ainda não estão disponíveis, porém os resultados preliminares são promissores.

## Epidemiologia
A DRGE é a doença esofágica mais comum. Estima-se que 40% da população adulta apresentarão refluxo em alguma fase da vida. A DRGE predomina no sexo feminino, mas os pacientes do sexo masculino apresentam maior incidência de alterações laríngeas. Além disso, é alta a prevalência da DRGE em idosos.
A prevalência de manifestações do RLF em pacientes com DRGE é alta: 5% a 20% da população mundial tem complicações supraesofágicas da DRGE.